# Aphanotria paradoxa
Aphanotria paradoxa är en svampart som beskrevs av Döbbeler 2007. Aphanotria paradoxa ingår i släktet Aphanotria och familjen Bionectriaceae.   Inga underarter finns listade i Catalogue of Life.